# Gà Bresse

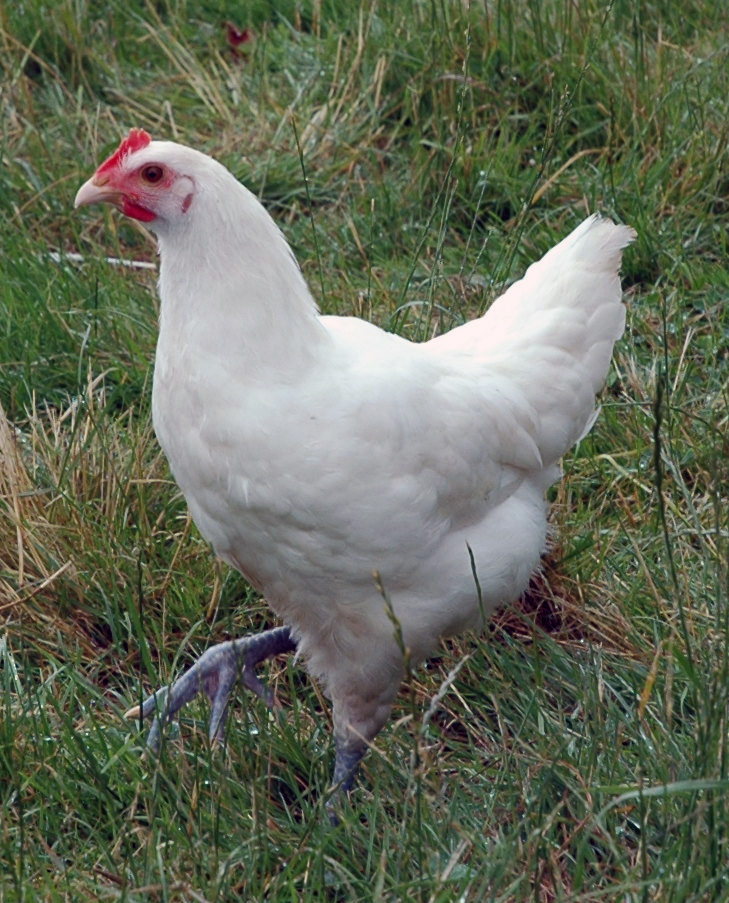
Gà Bresse trắng

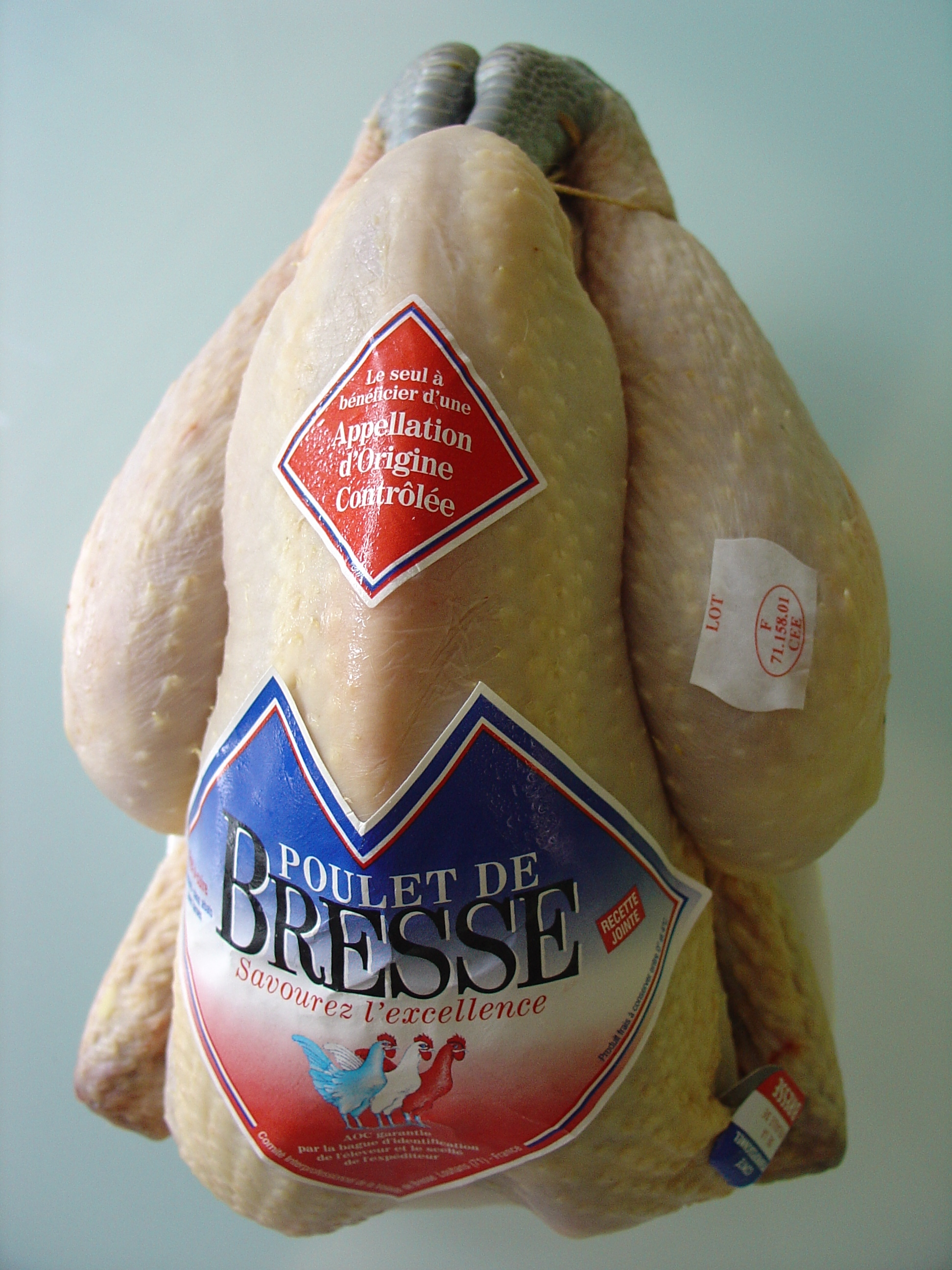
Sản phẩm thịt hảo hạng của Gà Bresse

Gà Bresse (còn được biết đến với tên tiêng Pháp là poulet de Bresse hay volaille de Bresse) là một giống gà của Pháp bắt nguồn từ khu vực lịch sử và trước đây là tỉnh Bresse, ở các vùng Auvergne-Rhône-Alpes, Bourgogne và Franche-Comté, ở miền đông nước Pháp. Do các hạn chế pháp lý về việc sử dụng tên, chỉ những gà lông trắng được nuôi trong khu vực đó có thể được gọi là "Bresse" còn bên ngoài, chúng được đặt tên là "Gauloise" và này là tên giống kết hợp cả hai. Chúng là nguyên liệu cho sản phẩm gà của Pháp có trạng thái tên gọi d'origine contrôlée. Nó có thể được sản xuất chỉ từ những con gà trắng của giống Bresse nuôi trong một khu vực được xác định hợp pháp của khu vực lịch sử và tỉnh Bresse cũ, ở miền đông nước Pháp.

## Lịch sử
Các tài liệu đầu tiên của gà Bresse báo cáo từ ngày 12 tháng 11 năm 1591, khi các công dân của Bourg trưng ra và tiếng công hai chục loài gia cầm cho Joachim de Rye vị hầu tước xứ Treffort. Vào đầu thế kỷ XIX, luật sư, chính trị gia, làm móng và ẩm thực Jean Anthelme Brillat-Savarin (1755–1826), sinh tại Belley ở Ain, được cho là đã mô tả gà Bresse là "nữ hoàng của gia cầm, gia cầm của các vị vua". Giống như gà La Flèche, chúng được nuôi dưỡng và vỗ béo theo kiểu tương tự, gà Bresse có vị thế cao trên thị trường.
Tuy nhiên, vào khoảng năm 1900, giống gà này hầu như đã biến mất. Sự phục hồi của nó là do các nhà lai tạo ưa thích chúng, những người chọn lọc nuôi đủ số gà lông trắng để giống gà này trở nên ổn định. Một tiêu chuẩn giống mới được tạo ra vào năm 1904. Tên gọi Bresse, được sử dụng cho cả sản phẩm gà và cho dinde de Bresse, một giống gà tây của khu vực, được bảo vệ hợp pháp vào ngày 22 tháng 12 năm 1936, này trở thành một tên gọi d'origine contrôlée (AOC) năm 1957

## Đặc điểm
Bốn màu được công nhận cho giống gà Bresse Gauloise, ba trong số chúng được liên kết với các khu vực trong Bresse: Bresse de Bourg là "xám" (bạc-bút chì); Bresse de Bény có màu trắng; Bresse de Louhans có màu đen; một loại màu xanh gần đây đã được tạo ra. Gà Bresse de Bény và capons trắng được nuôi ở khu vực Bresse có tư cách tên gọi d'origine contrôlée và được bán trên thị trường như poulet de Bresse; chúng được coi là sản phẩm cao cấp và giá cao hơn các loại gà khác.
Mặc dù Bresse Gauloise chủ yếu nổi tiếng như một giống gà chuyên thịt, nó là một con gà cho trứng trắng lớn, trong đó giống Louhans đen có thể nặng 70g. Ngày nay, poulet de Bresse có danh tiếng là gà tại bàn chất lượng tốt nhất trên thế giới. Đầu bếp Georges Blanc, người đến từ Bourg-en-Bresse, là chủ tịch của Comité Interprofessionnel de la Volaille de Bresse, hiệp hội giám sát sản phẩm, từ năm 1986, Alan Davidson mô tả poulet de Bresse là "quý tộc của gia cầm trên bàn tiệc hiện đại" và Heston Blumenthal chọn nó cho một trong những món ăn trong cuốn sách của ông: Tìm kiếm sự hoàn hảo.

## Chăn nuôi

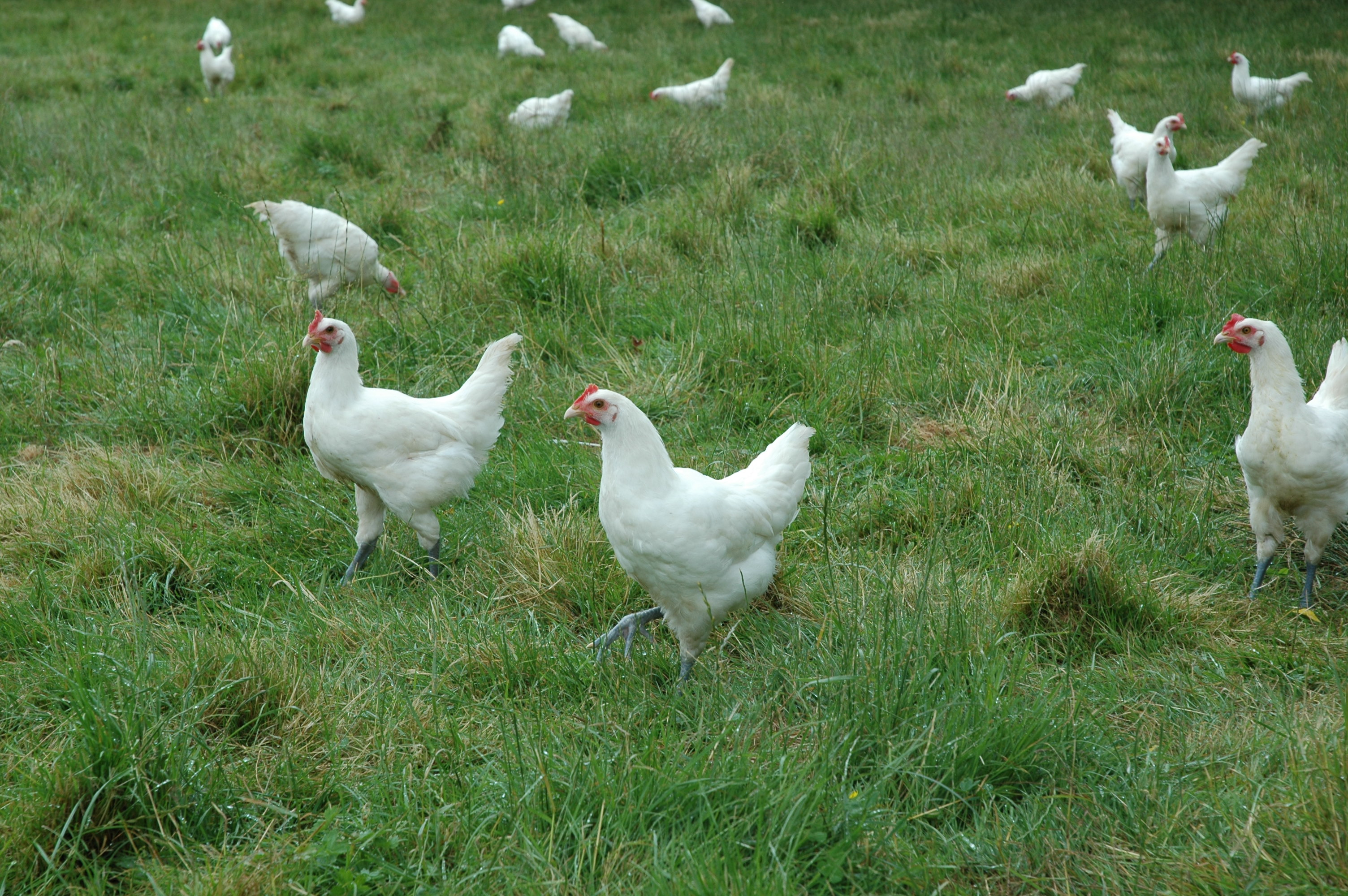
Chăn nuôi gà Bresse

Poulet de Bresse chỉ có thể được sản xuất từ gà trắng (giống Bresse de Bény) của giống Bresse, được nuôi trong một khu vực được xác định hợp pháp của khu vực lịch sử và trước đây là tỉnh Bresse, ở miền đông nước Pháp. Khoảng 1,2 triệu con gà de Bresse được sản xuất mỗi năm, khoảng 0,1% tổng sản lượng gà hàng năm ở Pháp, khoảng 10% được xuất khẩu. Gà được nuôi dưới sự kiểm soát chặt chẽ. Có khoảng 200 nhà lai tạo, mỗi loài phải có tối thiểu 0,5 ha đồng cỏ trong khu vực sản xuất và cho phép tối thiểu diện tích 10 m2/con.
Mỗi con gà phải vượt qua kiểm tra bởi Trung tâm de Sélection de la Volaille de Bresse, trung tâm nhân giống gà Bresse duy nhất. Những con gà được nuôi giữ theo kiểu thả vườn trong ít nhất bốn tháng. Từ khoảng 35 ngày, chúng được cho ăn ngũ cốc và các sản phẩm từ sữa, chế độ ăn được cố tình giữ lượng protein thấp để chúng ăn cỏ, côn trùng. Sau đó, gà được vỗ béo trong hai tuần, và giết mổ ở độ tuổi tối thiểu là bốn tháng và trọng lượng tối thiểu là 1,2 kg; gà trống thiến hoặc gà mái lớn được vỗ béo trong bốn tuần và giết mổ sau 5 tháng, khi chúng nặng ít nhất 1,8 kg; gà tơ cũng được vỗ béo trong bốn tuần, và được giết mổ ở tám tháng trở lên, với trọng lượng tối thiểu là 3 kg. 